# 673 Едда
673 Едда (673 Edda) — астероїд головного поясу, відкритий 20 вересня 1908 року.
Тіссеранів параметр щодо Юпітера — 3,318.